# Mavrica
Mavrica je svetlobni pojav v ozračju, ki ga vidimo v obliki loka spektralnih barv. Nastane zaradi loma, disperzije in odboja sončnih žarkov v vodnih kapljicah v zraku. Mavrica, ki nastane zaradi sončnih žarkov, se vedno pojavi na nasprotni strani od Sonca, tako da ima opazovalec Sonce vedno za hrbtom. Mavrico vidimo kot polkrožni lok ali kot poln krog, odvisno od lege Sonca in opazovalca.
Mavrica ima notranji in zunanji lok. Zunanji lok je po intenziteti svetlobe šibkejši in ni vedno viden. Notranji lok mavrice je sestavljen iz celotnega spektra barv od vijolične spodaj do rdeče zgoraj. Zunanji lok pa ima ravno obrnjeno zaporedje barv, od rdeče spodaj od vijolične zgoraj.
Mavrica se pogosto pojavlja v kulturi kot motiv umetniškega ustvarjanja in simbol različnih gibanj.

## Etimologija
Slovenski izraz za mavrico je manjšalnica od besede mavra, kar zelo verjetno pomeni Mavrko, tj. prebivalko Severne Afrike ali Afričanko. Te naj bi bile po ljudski predstavi namreč ne le temnopolte, temveč tudi bolj pisano oblečene kot Evropejke.

## Pregled
Mavrica je navidezna in nastane v vodnih kapljicah v zraku (dež, rosa, megla, prš ...), ki so vidne pod določenim kotom glede na izvor svetlobe. Mavrica ni oprijemljiv predmet in nima določene krajevne lege. Dva opazovalca nikoli ne vidita iste mavrice, saj svetloba, ki pride do očesa prvega opazovalca, ne izvira iz istih kapljic, kot tista, ki zadane oko drugega opazovalca. 
Ko gledalec opazuje barvni lok na nebu, se mu zdi, da je lok sestavljen iz določenih osnovnih barv. V resnici je mavrični barvni spekter zvezen od vijolične do rdeče barve. Barvne pasove se vidi zaradi očesne interpretacije mešanja različnih valovnih dolžin svetlobe. Na črno-beli fotografiji mavrice se vidi, da intenziteta svetlobe enakomerno narašča do nekega maksimuma, nato hitro pade. 
Mavrične barve so rdeča, oranžna, rumena, zelena, modra, indigo in redko kdaj tudi rožnata.

## Vidnost
Mavrica nastane, ko so v zraku prisotne vodne kapljice in ko je Sonce za opazovalcem. Tako se lahko mavrico opazuje zjutraj na zahodu in popoldne na vzhodu. Sekundarni lok se vidi, kadar je vidljivost dobra in nastane 10° nad primarnim lokom.
Mavrico lahko vidimo tudi pri slapovih in vodnjakih, ki pršijo vodne kapljice v zrak, vendar se moramo pravilno postaviti glede na prš in Sonce.
Izvor svetlobe je lahko tudi Luna. Takrat govorimo o lunini mavrici. Ta je sicer redkeje opazna in je videti bela, saj ponoči človeško oko težje loči barve.
Mavrico navadno vidimo kot polkrog, ko jo opazujemo nad obzorjem. Lahko pa jo vidimo kot krog, če jo gledamo iz višine, na primer iz letala, kjer nam horizont ne zakriva spodnje polovice loka. Opazovalec, ki gleda z višine, lahko kaj hitro zameša mavrico z glorijo, ki nastane pod kotom od 5° do 20° in za katero so značilni koncentrični krogi.
Nebo pod lokom mavrice je svetlejše, saj se svetloba, ki pade na kapljice, odbija pod različnimi koti v območju od 0° do 42°. Vendar je svetloba do kota 40° mešanica vseh valovnih dolžin, zato jo opazovalec zazna kot belo svetlobo. Tudi v kapljicah mavrice se ne odbije vsa vpadna svetloba (nekaj jo kapljica prepusti), zato je intenziteta notranjega loka manjša od intenzitete vpadne svetlobe. Zunanji lok ima še nekoliko manjšo intenziteto, saj se zaradi drugega odboja v kapljici izgubi še nekaj svetlobe. Svetloba notranjega in zunanjega loka je polarizirana.

## Barvni spekter mavrice
Spektralne barve, ki jih vidimo pri mavrici, so zvezne vse od rdeče (cca. 700 nm) do vijolične (cca. 400 nm) barve. Čeprav je spekter zvezen, ni enak spektru, ki ga dobimo pri lomu svetlobe na prizmi. Pri poskusu s prizmo se svetloba iz točkastega izvora lomi na dveh površinah, to je pri vstopu in izstopu iz prizme. Izstopna svetloba je zvezno porazdeljena po kotu. Pri mavrici pa je treba upoštevati, da Sonce ni točkast izvor in ima 0,5° vidnega kota, v primerjavi z 2° kotom mavričnega loka. Poleg tega posamezni lomljeni žarki zadenejo zadnji del kapljice na različnih mestih in se zaradi geometrije kapljice (krogle) odbijejo po lomnem zakonu vsak zase. Posledica tega je zamegljenost barv, saj izstopni kot iz kapljice ni odvisen samo od valovne dolžine, kot pri prizmi, temveč tudi od geometrije kapljice. Mavrice ne smemo enačiti z barvnim spektrom, čeprav vsebuje vse valovne dolžine barvnega spektra.

## Razlaga
Ko žarek svetlobe zadane kapljico pod nekim kotom, ki ni enak 0°, se majhen del le te odbije. Preostali del vstopi v kapljico in se zaradi spremembe lomnega količnika lomi. Ker je lomni količnik funkcija frekvence, vpadni žarek pa vsebuje celoten spekter frekvenc, se žarek za vsako frekvenco lomi pod malo drugačnim kotom.
Vpadni žarek se zato razcepi na posamezne žarke z različnimi valovnimi dolžinami. Ti žarki pot nadaljujejo skozi kapljico, nato se na meji kapljice večinsko odbijejo nazaj v kapljico, majhen del pa se prepusti. Ker žarki zadenejo kapljico na različnih mestih (tangente sfere na odbojnih mestih niso enake), se porazdelitev po kotu spremeni iz linearne v nelinearno. Odbiti žarki potujejo naprej v kapljici, dokler ne zadenejo roba kapljice, kjer se zaradi spremembe lomnega količnika lomijo in zapustijo kapljico. 
Kot med vpadnim in izhodnim žarkom je odvisen od smeri in mesta oziroma višine, kjer žarek zadene kapljico. Žarki, ki vpadejo pravokotno na tangento kapljice, se odbijejo direktno nazaj. Žarki, ki padejo na rob kapljice, kjer je kot med vpadnim žarkom in tangento roba kapljice enak ali večji od kota totalnega odboja, se odbijejo na površini in ne sodelujejo pri pojavu mavrice. Žarki, ki se v kapljici enkrat odbijejo, izstopijo iz kapljice pod koti od 0° pa vse do 42°. Le žarki, ki izstopajo pod kotom med 40° in 42° so po valovni dolžini kotno ločeni. V tem dvostopinjskem loku vidimo mavrico.
Iz geometrije krogle sledi, da obstaja nek krožni pas, kjer se vsa svetlobe odbije pod kotom 42°, zato je pod tem kotom tudi največja intenziteta izhodnega žarka. Ostali odbiti žarki pod kotom od 0° do 40° vsebujejo mešanico različnih valovnih dolžin, kar vidimo kot belo svetlobo in posledično svetlejše nebo pod mavričnim lokom.
Žarki se v kapljici lahko tudi večkrat odbijejo, preden iz nje izstopijo. Tako žarki, ki se v notranjosti kapljice dvakrat odbijejo in izstopijo iz nje pod kotom med 50° in 53°, tvorijo zunanji mavrični lok.
Vse vodne kapljice lomijo in odbijajo svetlobo enako, vendar samo od nekaterih pride odbita svetloba pod kotom med 40° do 42° oziroma 50° in 53° do opazovalca.
Celoten sistem, ki je sestavljen iz sončnih žarkov, opazovalca in sferičnih kapljic ima osno simetrijo okoli premice skozi opazovalčevo glavo vzporedno s sončnimi žarki. Zaradi te simetrije je mavrica zakrivljena, ker vse kapljice, ki ustrezajo temu pogoju, ležijo v stožcu, ki kaže proti soncu z opazovalcem na vrhu stožca.
Osnova stožca tvori krog pod vidnim kotom 40° - 42°, iz česar sledi, da je za opazovalca na Zemlji vidnega manj kot 50% kroga, saj je ostali del pod obzorjem. Nižje kot je Sonce, več kroga vidimo.
Mavrična svetloba je polarizirana. To vidimo, če jo opazujemo skozi polarizator. Pri različnih postavitvah polarizatorja se vidijo različni deli mavrice in ne celoten lok, kot s prostim očesom. 
Od spodaj navzgor si barve mavrice sledijo od vijolične do rdeče. Vpadni žarek se pri vstopu v kapljico razcepi po valovnih dolžinah. Če si ogledamo dva najbolj razmaknjena žarka (rdeči - večja in vijolični -  manjša valovna dolžina) vidimo, da se vijolični žarek močneje ukloni kot rdeči, vendar je zaradi odboja v kapljici izstopni kot manjši in zato vidimo vijolični pas spodaj. Zgornji lok mavrice pa ima ravno obraten vrstni red barv. Vijolični žarek izstopi iz kapljice pod večjim kotom kot rdeči, kar pa je posledica dvakratnega odboja v kapljici. V zunanjem loku je izstopni kot vijoličnega žarka 53°, medtem ko rdečega 50,5°. Teoretično obstajajo tudi mavrični loki nad zunanjim, ki so posledica večkratnega odboja v kapljici.
Čistost barv v mavrici je odvisna od velikosti kapljic. Velike kapljice (polmer nekaj mm) dajejo svetle in dobro določene barve. Pri majhnih kapljicah (polmer okoli 0,01 mm) nastane mavrica z »prekrižanimi« barvami, skoraj bela svetloba. V naravi so kapljice zmeraj različnih velikosti, zato je mavrica kompozitna.

## Tipi mavric

### Večkratna mavrica
Sekundarna mavrica nastane zaradi dvojnega odboja sončne svetlobe v kapljicah. Svetloba se pri sekundarni mavrici odbije pod kotom 127° (vijolična barva) in 130° (rdeča barva). Ker se žarki odbijejo za več kot 90°, jih vidimo na isti strani neba kot primarno mavrico. Sekundarna mavrica nastane približno 10° nad primarno, in sicer pod kotom 50-53°. Zaradi dvojenga loma svetlobe ima sekundarna mavrica obratni vrstni red barv. Sekundarna mavrica je manj vidna od primarne, saj se pri dvakratnem odboju svetlobe izgubi več svetlobe. 
Obstajajo tudi mavrice višjega reda, pri katerih se svetloba v kapljicah odbije več kot dvakrat. Mavrice višjega reda je težje opaziti, ker z več oboji izgubijo več svetlobe in ker nastanejo v smeri Sonca.

### Podvojena mavrica
Podvojena mavrica je zelo redka in izgleda kot dva loka mavric z istim izhodiščem. V primerjavi z večkratno mavrico ima podvojena mavrica enak vrstni red barv kot primarna.
Podvojena mavrica nastane zaradi različnih velikosti dežnih kapljic. Vsaka velikost kapljic naredi drugačno mavrico. Če se mavrici združita, nastane podvojena mavrica.

### Dodatna mavrica
Dodatna mavrica je redek pojav, pri katerem se poleg primarne mavrice pojavi še več šibkih mavric na njenem notranjem robu (redkeje na zunanjem). Dodatne mavrice so sestavljene iz pastelnih barv, ki ne sledijo običajnemu redu. Dodatne mavrice so najbolj vidne, ko so kapljice majhne in enako velike. 
Dodatne mavrice nastanejo zaradi interference med žarki svetlobe v kapljicah. Žarki z enako fazo interferirajo kostruktivno in naredijo svetel pas. Žarki z nasprotno fazo interferirajo destruktivno in naredijo temen pas med mavricami. Ker se v kapljici vsaka barva odbije pod svojim kotom, nastane interferenca samo med žarki istih barv in tako dobimo dodatno mavrico.

### Okrogla mavrica
V teoriji so vse mavrice v obliki kroga, vendar zaradi Zemlje lahko vidimo samo zgornjo polovico. Sredina mavrice je diametrično nasprotna legi sonca, zato se vidi večji del mavrice, kadar je sonce nižje. Največji del mavrice se vidi ob vzhodu in zahodu in sicer 50%.
Okroglo mavrico bi se videlo, če bi bile vodne kapljice pod obzorjem opazovalca in bi svetloba lahko prišla do njih. Okrogla mavrica je zato vidna samo z višje lege, kot so na primer visoke stavbe ali z letala. Okrogla mavrica ima lahko tudi sekundarni in dodatni lok.

### Zrcalna mavrica in odbojna mavrica
Ko mavrica nastane nad vodo, lahko nastaneta dva dodatna zrcalna loka, nad ali pod obzorjem.
Zrcalna mavrica nastane pod obzorjem v vodi, na kateri se primarna mavrica zrcali. Sončna svetloba se najprej odbije od dežnih kapljic in se nato zrcali v vodi. Zrcalna mavrica je pogosta, saj je za njen nastanek dovolj že majhna količina vode (tudi luža).
Odbojna mavrica nastane nad obzorjem, ko se sončna svetloba odbije od vode preden pride do kapljic. Odbojna mavrica se seka s primarno mavrico na obzorju in se krivi višje od primarne. Odbojna mavrica je redka, saj potrebuje za nastanek veliko vode, od katere se svetloba odbije.

### Enobarvna mavrica
Enobarvna mavrica nastane, ko se v času sončnega vzhoda ali zahoda izpolnijo pogoji za mavrico. Ob vzhodu in zahodu sonca so vse barve, razen rdeče, preveč razpršene, da bi naredile mavrico. Tako nastane enobarvna ali rdeča mavrica.

### Lunina mavrica
Lunina mavrica se človeškim očem zdi bela. V resnici ima lunina mavrica poln spekret barv, vendar človeške oči niso dovolj občutljive, da bi jih zaznale.

### Meglena mavrica
Tako kot mavrica v dežju nastane mavrica v megli zaradi odboja svetlobe v kapljicah. Kapljice v megli so veliko manjše kot dežne, zato bolj lomijo žarke. Mavrica v megli je skoraj tako velika kot tista v dežju, vendar je bolj debela. 
Mavrica v megli je skoraj bela, le na notranji strani je malo rdeča in na zunanji malo morda. Barve so zamegljene, ker so pasovi za vsako barvo širši kot pri mavrici v dežju in se zato prekrivajo.

## Kultura in mitologija
Mavrice se pogosto pojavljajo v mitologiji in so tudi pogost motiv v umetnosti. Prvič se mavrica pojavi v 9. poglavju Prve Mojzesove knjige v Noetovi zgodbi o potopu, kjer je mavrica znak zaveze Boga, da ne bo nikoli več uničil sveta s povodnijo. V nordijski mitologiji mavrični most Bifröst povezuje svet ljudi (Midgard) in svet bogov (Asgard). Kučavira je bil bog mavrice za Muiske na območju današnje Kolumbije, in ko so se redna deževja na Bogotski savani končala, so se mu ljudje zahvalili z darovanjem zlata, polžev in majhnih smaragdov. Na mavrično telo se sklicujejo tudi nekatere oblike tibetanskega budizma. Irski škrat Leprechaun naj bi skrival svoj zlati zaklad na koncu mavrice. Ta kraj je seveda nemogoče doseči, saj je mavrica optični pojav, ki se mu ni mogoče približati. V grški mitologiji je poosebitev mavrice boginja Iris, ki s sporočili tako kot mavrica povezuje svet smrtnikov s svetom bogov.
Mavrice se pojavljajo tudi v heraldiki. Prava heraldična mavrica obsega štiri barvne pasove (Or, Gules, Vert, Argent), katerih konci počivajo na oblakih. Posplošeni primeri so grbi mest Regen in Pfreimd na Bavarskem v Nemčiji; mesta Bouffémont v Franciji in 69. pehotnega polka v narodni gardi v ZDA.
Mavrične zastave se uporabljajo že stoletja. Bile so simbol kooperativnega gibanja v nemški kmečki vojni v 16. stoletju, miru v Italiji ter ponosa in gibanja skupnosti LGBT. odkar je Gilbert Baker leta 1978 zasnoval mavrično zastavo te skupnosti. Leta 1994 sta nadškof Desmond Tutu in predsednik Nelson Mandela opisala novoizvoljeno postaparthajdno vlado Južne afrike kot mavrični narod. Mavrica se uporablja tudi v logotipih tehnoloških družb, vključno z nekdanjim logotipom podjetja Apple. Številna politična zavezništva so se poimenovala »mavrična koalicija«.
Kazanje na mavrico je v številnih kulturah tabu. V Saudovi Arabiji (in nekaterih drugih državah) oblasti otrokom zasežejo oblačila in igrače (npr. puščice, sponke idr.) v barvi mavrice, saj naj bi spodbujala homoseksualnost, njihova prodaja pa je prepovedana.